# Fechtweltmeisterschaften 1967
Die 21. Fechtweltmeisterschaft fand 1967 in Montreal statt. Es wurden acht Wettbewerbe ausgetragen, sechs für Herren und zwei für Damen. Austragungsort war die Aréna du CEPSUM.

## Herren

### Florett, Einzel
| Platz | Land | Sportler        |
| ----- | ---- | --------------- |
| 1     | URS  | Wiktor Putjatin |
| 2     | HUN  | Jenő Kamuti     |
| 3     | FRA  | Bernard Talvard |

### Florett, Mannschaft
| Platz | Land        | Sportler                                                                       |
| ----- | ----------- | ------------------------------------------------------------------------------ |
| 1     | Rumänien    | Juliu Falb, Mihai Țiu, Ion Drîmbă, Tanase Muresanu, Ștefan Ardeleanu           |
| 2     | Sowjetunion | Mark Midler, Wiktor Putjatin, Leonid Romanow, Juri Scharow, German Sweschnikow |
| 3     | Polen       | Egon Franke, Adam Lisewski, Ryszard Parulski, Janusz Różycki, Witold Woyda     |

### Degen, Einzel
| Platz | Land | Sportler             |
| ----- | ---- | -------------------- |
| 1     | URS  | Alexei Nikantschikow |
| 2     | URS  | Hryhorij Kriss       |
| 3     | AUT  | Rudolf Trost         |

### Degen, Mannschaft
| Platz | Land        | Sportler                                                                                  |
| ----- | ----------- | ----------------------------------------------------------------------------------------- |
| 1     | Sowjetunion | Alexei Nikantschikow, Hryhorij Kriss, Wiktor Modsolewski, Guram Kostawa, Jossyp Witebskyj |
| 2     | Frankreich  | Jean-Pierre Allemand, Yves Boissier, Claude Bourquard, Jacques Brodin, Yves Dreyfus       |
| 3     | Ungarn      | Pál Nagy, Csaba Fenyvesi, Győző Kulcsár, Zoltán Nemere, Pál Schmitt                       |

### Säbel, Einzel
| Platz | Land | Sportler        |
| ----- | ---- | --------------- |
| 1     | URS  | Mark Rakita     |
| 2     | POL  | Jerzy Pawłowski |
| 3     | HUN  | Tibor Pézsa     |

### Säbel, Mannschaft
| Platz | Land        | Sportler                                                                            |
| ----- | ----------- | ----------------------------------------------------------------------------------- |
| 1     | Sowjetunion | Mark Rakita, Wladimir Naslymow, Umjar Mawlichanow, Boris Melnikow, Eduard Winokurow |
| 2     | Ungarn      | Péter Bakonyi, Attila Kovács, Tamás Kovács, Miklós Meszéna, Tibor Pézsa             |
| 3     | Frankreich  | Claude Arabo, Serge Panizza, Marcel Parent, Jean Ramez, Bernard Vallée              |

## Damen

### Florett, Einzel
| Platz | Land | Sportlerin            |
| ----- | ---- | --------------------- |
| 1     | URS  | Alexandra Sabelina    |
| 2     | ITA  | Antonella Ragno-Lonzi |
| 3     | HUN  | Ildikó Bóbis          |

### Florett, Mannschaft
| Platz | Land        | Sportlerinnen                                                                                          |
| ----- | ----------- | --- |
| 1     | Ungarn      | Ildikó Bóbis, Ildikó Rejtő, Mária Gulácsy, Lídia Dömölky-Sákovics, Katalin Juhász                      |
| 2     | Sowjetunion | Galina Gorochowa, Nadeschda Kondratjewa, Walentina Rastworowa, Tazzjana Samussenka, Alexandra Sabelina |
| 3     | Rumänien    | Ileana Gyulai, Ana Ene, Ecaterina Iencic, Marina Stanca, Olga Szabó-Orbán                              |